# Sophora tetraptera
Sophora tetraptera là một loài thực vật có hoa trong họ Đậu. Loài này được J.F.Mill. miêu tả khoa học đầu tiên.

## Hình ảnh

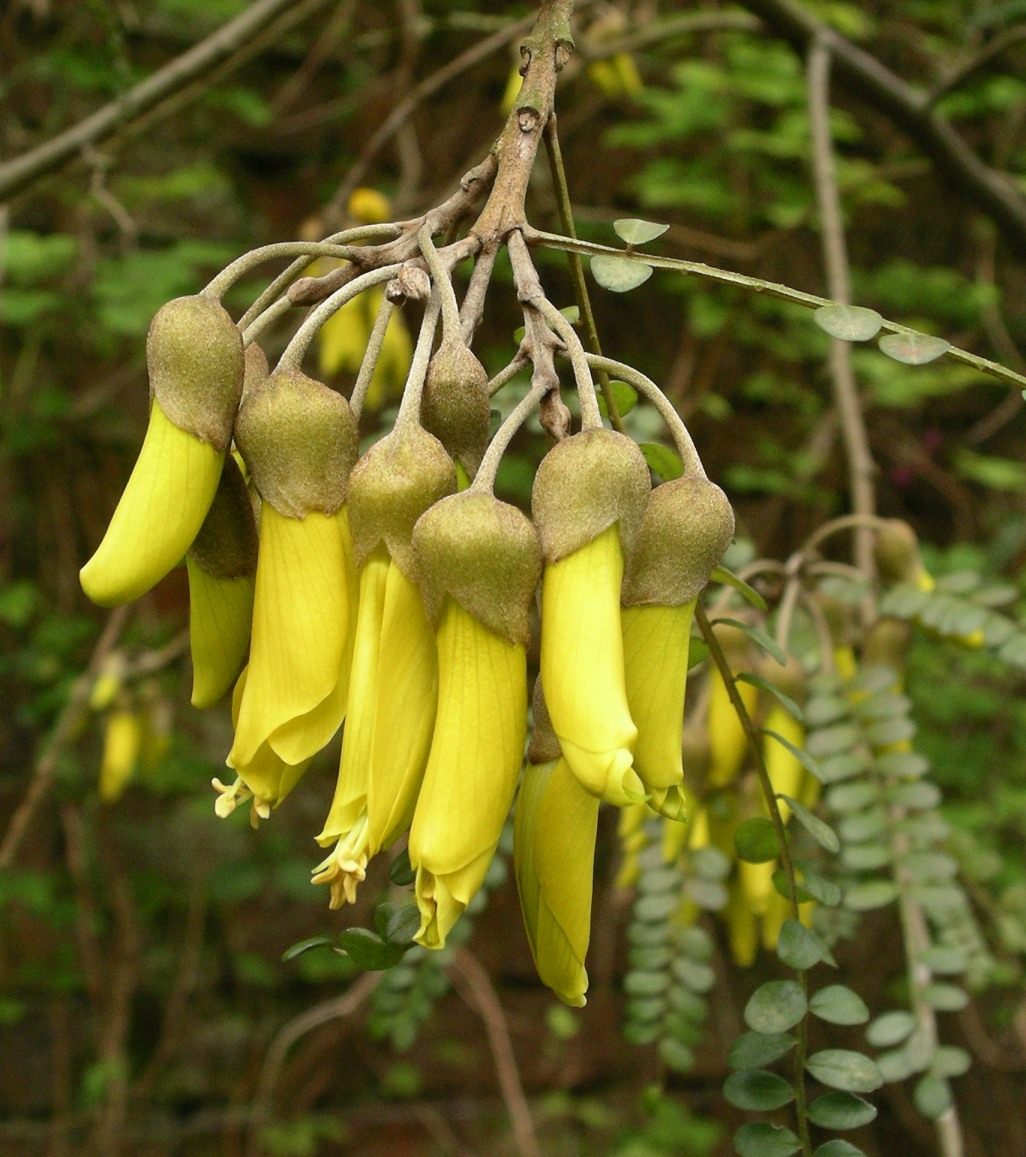
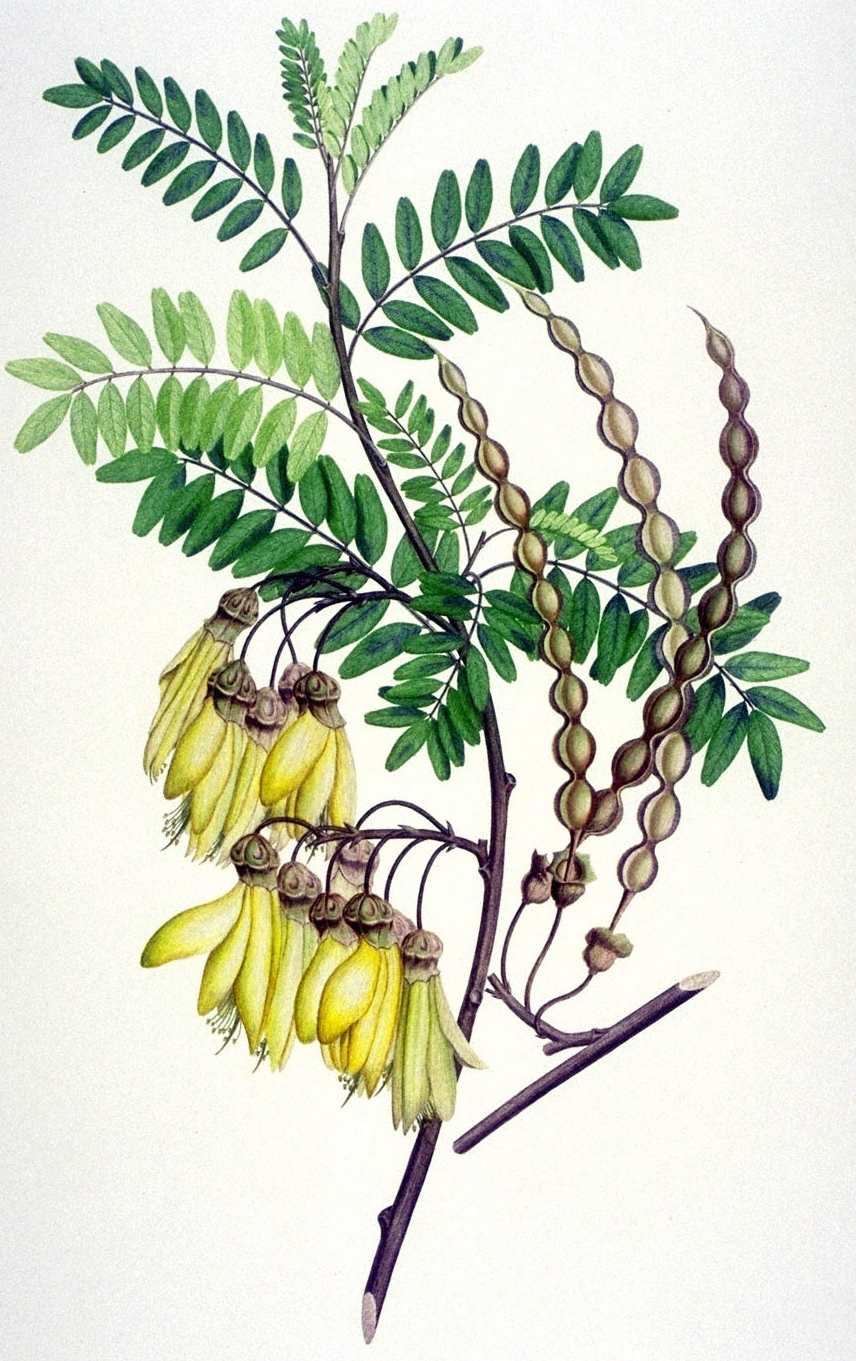
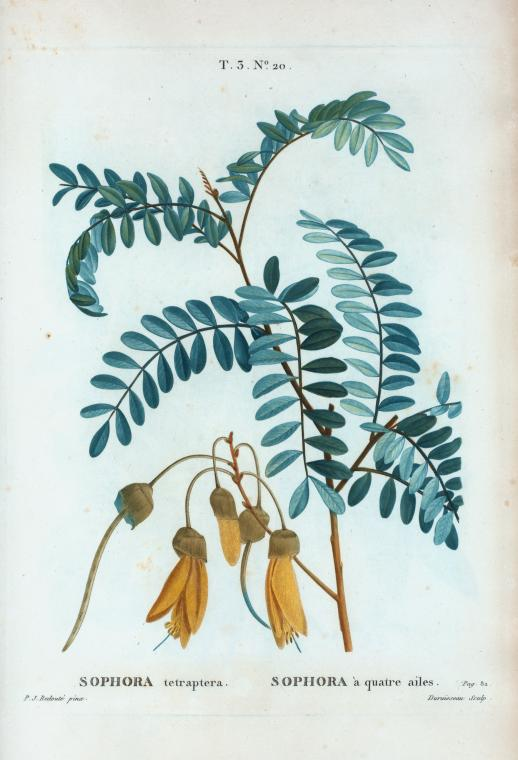
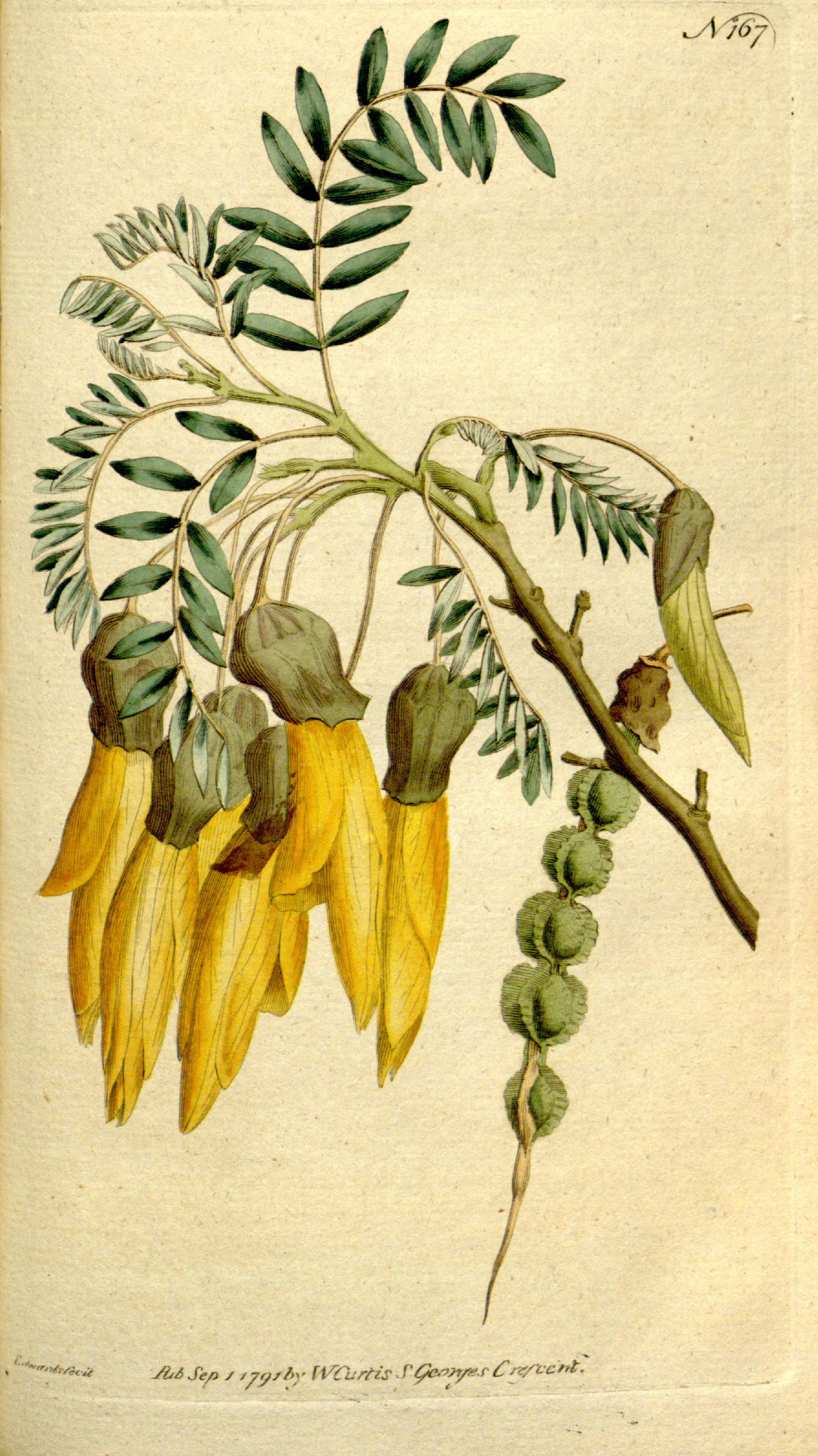